# Mer Rouge
Mer Rouge é uma vila localizada no estado americano de Luisiana, na Paróquia de Morehouse.

## Demografia
Segundo o censo americano de 2000, a sua população era de 721 habitantes.
Em 2006, foi estimada uma população de 679, um decréscimo de 42 (-5.8%).

## Geografia
De acordo com o United States Census Bureau tem uma área de
3,2 km², dos quais 3,2 km² cobertos por terra e 0,0 km² cobertos por água. Mer Rouge localiza-se a aproximadamente 29 m acima do nível do mar.

## Localidades na vizinhança
O diagrama seguinte representa as localidades num raio de 28 km ao redor de Mer Rouge.